# 紅岩鄉 (鄰水縣)
紅岩鄉（紅岩公社），是四川省鄰水縣下轄的一個鄉鎮級行政單位。

## 沿革[1]
- 1953年9月4日，第三區(合流區)公所從合豐鄉划出12個村。增建紅岩鄉人民政府。1956年1月，紅岩鄉人民政府改稱紅岩鄉人民委員會。1958年9月22日，紅岩鄉人委改稱紅岩人民公社。1966年5月「文革」開始後，紅岩人民公社工作受到干擾。1967年3月，由公社武裝幹部和群眾代表主持成立了紅岩人民公社生產辦公室，負責公社日常工作。